# Athena Asamiya
Athena Asamiya (麻宮 アテナ?, Asamiya Atena) è un personaggio immaginario appartenente alla serie di videogiochi picchiaduro The King of Fighters. Fa la sua prima apparizione nel videogioco arcade Psycho Soldier, pubblicato da SNK nel 1986. Oltre a comparire come personaggio giocante nella serie di picchiaduro a incontri, Athena appare nei titoli SNK vs. Capcom e NeoGeo Battle Coliseum. In Giappone è stato inoltre messo in commercio nel 1999 un videogioco di ruolo incentrato sulla sua figura, dal titolo Athena: Awakening from the Ordinary Life.
Allieva del maestro Chin Gentsai, combatte insieme all'amico Sie Kensou, Athena Asamiya è discendente della Principessa Athena, protagonista del videogioco del 1986 Athena. Oltre a essere una studentessa giapponese, Athena è una pop idol.

## Apparenza
L'Athena attuale compare per la prima volta in Psycho Soldier, portando lunghi capelli viola ed indossando un'uniforme scolastica nipponica consueta, ma con gonna scura.
Nella serie The King of Fighters vengono apportate modifiche al vestiario ogni qualvolta che ella si ripresenta negli svariati titoli.
Da The King of Fighters '99 porta capelli accorciati sino a The King of Fighters 2001, quando li lascia ricrescere. A seguito del KOF 2001 lo stile d'Athena è ritornato il medesimo dei giochi antecedenti al KOF '99, per protesta dei fan del gioco.
Nel successivo The King of Fighters XII, la sua uniforme ritornerà ad essere l'originale, comparsa in The King of Fighters '94.
Nel videogioco per PlayStation The King of Fighters: Kyo, Athena è innamorata del protagonista Kyo Kusanagi, lasciandolo comunque tra le braccia della sua attuale fidanzata  Yuki, futura migliore amica di Athena.
Nel gioco di ruolo Athena: Awakening from the Ordinary Life, Athena si pone alla ricerca di risposte ad incognite varie, riguardanti accaduti ambigui nella scuola, in seguito diramatesi in tutto il Giappone.
In SNK vs. Capcom: SVC Chaos appare, ed è giocabile in SNK vs. Capcom: Match of the Millennium e Capcom vs. SNK 2 la sua progenitrice con i suoi poteri divini.
Appare anche in SNK Gals' Fighters come personaggio utilizzabile, desiderosa di vincere il torneo per modellarsi i capelli a suo piacimento.

## Vita
La reincarnazione di Athena vive in Giappone, studentessa in un istituto superiore. Il suo potere semi-divino è un lascito della sua progenitrice, la Principessa Athena, esclusivamente suo, essendo madre, nonna e parenti antecedenti incapaci di usufruirne.
Personaggio tipico della cultura giapponese, dedita all'aiuto dei bisognosi ed in continua meditazione interna per migliorarsi. È riuscita, grazie al suo carattere amichevole ed estroverso ed al suo vistoso fisico a divenire una idol.

## Comparse

### Nei videogiochi
Athena approda per la prima volta come personaggio in Psycho Soldier , combattendo contro creature intenzionate a distruggere la Terra, assieme al suo amico Sie Kensou. Appare anche nella serie crossover picchiaduro The King of Fighters, assieme a Sie Kensu e e Chin Gentsai nel Psyco Soldier Team.
Inizialmente la squadra è formata da Athena, Kensou e il maestro di loro: tale schema rimarrà invariato per svariati tornei, per richiesta di Chin, desideroso di allenare i due giovani sino al loro massimo potenziale, per poter fronteggiare Orochi.
Da KOF '99 sino a KOF '01 un membro del team è stato sostituito da Bao, bambino dotato di poteri psichici, ma a causa sua quelli di Kensou vengono inibiti.  The King of Fighters '99: Evolution dispone di uno striker alternativo per Athena, ovvero lei stessa in divisa scolastica.
Da The King of Fighters 2003 lo Psycho Soldier Team scompare, dando spazio all'High Scool Girls Team, essendo sia Kensou sia Bao bisognosi di allenamento. Ad appartenere al gruppo sono la lottatrice di sumo Hinako Shijou e la misteriosa Malin, armata di daghe.
In The King of Fighters XI il gruppo si riformerà, al cui interno vi saranno Athena, Kensou e Momoko, altra detentrice di facolta psichiche. In The King of Fighters XII Athena sarà comunque presente, ma come tutti gli altri personaggi, non apparterrà a nessuna squadra.

### Doppiatrici
Svariate doppiatrici hanno conferito voce alla principessina Athena, sin da Psycho Soldier, la cui voce fu doppiata da Rushina nel gioco e da Kaori Shimizu per le immagini con sottofondo musicale.
Per la serie The King of Fighters il discorso è analogo. Reiko Fukui la doppiò in The King of Fighters '94, Moe Nagasaki in The King of Fighters '95, Tamao Satō in The King of Fighters '96 e Yukina Kurisu The King of Fighters '97 e The King of Fighters: Kyo.
A partire da The King of Fighters '98 Haruna Ikezawa le presterà voce, includendo l'anime The King of Fighters Another Day. Il doppiaggio inglese in The King of Fighters: Maximum Impact è stata scelta Robyn Gryphe, per il secondo titolo, sequel,
Lily Kong.